# Memecylon
Genre
Synonymes
- Klaineastrum Pierre ex A.Chev., Vég. Utiles Afrique Trop. Franç. 9: 215 (1917).
- Scutula Lour., Fl. Cochinch. 1: 235 (1790).
- Valikaha Adans. in Fam. Pl. 2: 84 (1763), nom. superfl.

Memecylon est un genre de plantes à fleurs de la famille des Melastomataceae. Il contient entre 350 et 400 espèces d'arbres petits à moyens ou d'arbustes originaires des régions tropicales de l'Ancien Monde.

## Liste des espèces et variétés
Selon Catalogue of Life (21 septembre 2017) :
- Memecylon aberrans H. Perrier
- Memecylon accedens R.D.Stone, Ghogue & Cheek
- Memecylon acrocarpum Bakh. fil.
- Memecylon acrogenum R.D.Stone
- Memecylon acuminatissimum Bl.
- Memecylon acuminatum Sm.
- Memecylon aequidianum H. Jacques-Felix
- Memecylon affine Merr.
- Memecylon afzelii G. Don
- Memecylon agastyamalaianum E.S.S.Kumar, Antony & A.E.S.Khan
- Memecylon alatum A. DC.
- Memecylon albescens H. Jacques-Félix
- Memecylon alipes R.D.Stone
- Memecylon ambrense H. Jacques-Félix
- Memecylon amherstianum C. B. Cl.
- Memecylon amoenum H. Jacques-Félix
- Memecylon amplexicaule Roxb.
- Memecylon amplifolium R.D.Stone
- Memecylon amshoffiae H. Jacques-Felix
- Memecylon andamanicum King
- Memecylon angustifolium Wight
- Memecylon antseranense H. Jacques-Félix
- Memecylon apoense Elmer
- Memecylon arcuatomarginatum Gilg ex Engl.
- Memecylon argenteum K. Bremer
- Memecylon arnhemensis T. Whiffin
- Memecylon auratifolium H. Perrier
- Memecylon azurinii Quisumb. & Merr.
- Memecylon bachmannii Engl.
- Memecylon bakerianum Cogn.
- Memecylon bakossiense R.D.Stone, Ghogue & Cheek
- Memecylon balakrishnanii P. Lakshminarasimhan & S.P. Mathew
- Memecylon basilanense Merr.
- Memecylon batekeanum R.D.Stone & G.M.Walters
- Memecylon bernieri Cogn.
- Memecylon bezavonense (Jacq.-Fél.) R.D.Stone
- Memecylon biokoense R.D.Stone
- Memecylon boinense H. Perrier
- Memecylon bokorensis Tagane
- Memecylon borneense Merr.
- Memecylon brachybotrys Merr.
- Memecylon bracteatum H. Jacques-Félix
- Memecylon bracteolatum Bakh. fil.
- Memecylon brahense H. Jacques-Félix
- Memecylon bremeri M. Bieb.Viswan.
- Memecylon breteleranum H. Jacques-Felix
- Memecylon buxifolium Bl.
- Memecylon buxoides Wickens
- Memecylon calderense A. Gray
- Memecylon calophyllum Gilg
- Memecylon calyptratum K. Bremer
- Memecylon campanulatum C. B. Cl.
- Memecylon candidum Gilg
- Memecylon candolleanum Cogn.
- Memecylon cantleyi Ridl.
- Memecylon capitellatum L.
- Memecylon capuronii H. Jacques-Félix
- Memecylon cardiophyllum Cogn.
- Memecylon caudatum Craib
- Memecylon celebicum Bakh. fil.
- Memecylon centrale (Jacq.-Fél.) R.D.Stone
- Memecylon ceramense Bakh. f
- Memecylon cerasiforme Kurz
- Memecylon chevalieri Guillaum.
- Memecylon cinereum King
- Memecylon clarkeanum Cogn.
- Memecylon clavistaminum H. Jacques-Félix
- Memecylon coeruleum Jack
- Memecylon cogniauxii Gilg
- Memecylon collinum H. Jacques-Felix
- Memecylon confertiflorum Cogn.
- Memecylon confusum Bl.
- Memecylon conocarpum K. Schum. & Lauterb.
- Memecylon constrictum Craib
- Memecylon cordatum Lam.
- Memecylon cordifolium Merr..
- Memecylon corticosum Ridl.
- Memecylon corymbiforme H. Perrier
- Memecylon cotinifolioides (H. Perr.) H. Jacques-Félix
- Memecylon coursianum H. Jacques-Félix
- Memecylon courtallense Manickam, Murugan, Jothi & Sundaresan
- Memecylon crassifolium Bakh. fil.
- Memecylon crassinerve Bl.
- Memecylon crassipetiolum H. Jacques-Félix
- Memecylon cumingii Naud.
- Memecylon cuneatum Thw.
- Memecylon dalleizettei H. Perrier
- Memecylon dallmannense Ohwi
- Memecylon dasyanthum Gilg & Lederm. ex Engl.
- Memecylon deccanense C. B. Cl.
- Memecylon delphinense H. Perrier
- Memecylon deminutum Brenan
- Memecylon densiflorum Merr.
- Memecylon dichotomum C. B. Cl. ex King
- Memecylon diluviorum Exell
- Memecylon discolor Cogn.
- Memecylon dolichophyllum Naud.
- Memecylon dubium H. Jacques-Félix
- Memecylon durum Cogn.
- Memecylon edule Roxb.
- Memecylon eduliforme A. DC.
- Memecylon eglandulosum H. Perrier
- Memecylon eleagni Bl.
- Memecylon elegans Kurz
- Memecylon ellipticum Thw.
- Memecylon elliptifolium Merr.
- Memecylon elongatum Merr.
- Memecylon emancipatum R.D.Stone
- Memecylon englerianum Cogn.
- Memecylon erythranthum Gilg
- Memecylon excelsum Bl.
- Memecylon faucherei Danguy
- Memecylon fernandesiorum H. Jacques-Félix
- Memecylon fianarantse H. Jacques-Félix
- Memecylon flavescens Gamble
- Memecylon flavovirens Baker
- Memecylon floridum Ridl.
- Memecylon fragrans A. & R. Fernandes
- Memecylon fruticosum King
- Memecylon fugax R.D.Stone
- Memecylon fuscescens Thw.
- Memecylon galeatum H. Perrier
- Memecylon garcinioides Bl.
- Memecylon geddesianum Craib
- Memecylon geoffrayi Guillaum.
- Memecylon germainii A. & R. Fernandes
- Memecylon gibbosum Bakh. fil.
- Memecylon giganteum Alston
- Memecylon gitingense Elmer
- Memecylon gopalanii Murugan & Manickam
- Memecylon gracile Bedd.
- Memecylon gracilipedicellatum H. Jacques-Félix
- Memecylon gracilipes C. B. Robinson
- Memecylon gracillimum Alston
- Memecylon grande Retz.
- Memecylon grandifolium Naud.
- Memecylon greenwayi Brenan
- Memecylon griffithianum Naud.
- Memecylon hainanense Merr. & Chun
- Memecylon harmandii Guillaum.
- Memecylon helferi (C. B. Cl.) Cogn.
- Memecylon heyneanum Benth. ex Wight & Arn.
- Memecylon hookeri Thw.
- Memecylon huillense A. & R. Fernandes
- Memecylon hullettii King
- Memecylon humbertii H. Perrier
- Memecylon hylandii T. Whiffin
- Memecylon hyleastrum R.D.Stone & Ghogue
- Memecylon impressivenum R.D.Stone
- Memecylon inalatum H. Jacques-Félix
- Memecylon infuscatum H. Jacques-Félix
- Memecylon insigne Mansf.
- Memecylon insperatum A. C. Sm.
- Memecylon insulare A. Fernandes & R. Fernandes
- Memecylon interjectum R.D.Stone
- Memecylon intermedium Bl.
- Memecylon isaloense H. Jacques-Félix
- Memecylon ivohibense H. Jacques-Félix
- Memecylon jadhavii K.N.Reddy, C.S.Reddy & V.S.Raju
- Memecylon klaineanum H. Jacques-Felix
- Memecylon kollimalayanum M. Bieb.Viswan.
- Memecylon korupense R.D.Stone
- Memecylon kunstleri King
- Memecylon kupeanum R.D.Stone, Ghogue & Cheek
- Memecylon kurichiarense Sivu, Aswathi & N.S.Pradeep
- Memecylon lanceolatum Blanco
- Memecylon lancifolium Ridl.
- Memecylon langbianense Guillaum.
- Memecylon laruei Merr.
- Memecylon lateriflorum (G. Don) Bremek.
- Memecylon laurentii De Wild.
- Memecylon laureolum H. Jacques-Félix
- Memecylon lawsonii Gamble
- Memecylon leucanthum Thw.
- Memecylon liberiae Gilg ex Engl.
- Memecylon ligustrifolium Champ. ex Benth.
- Memecylon lilacinum Zoll. & Mor.
- Memecylon littorale Merr.
- Memecylon loheri Merr.
- Memecylon longicuspe Baker
- Memecylon longifolium Cogn.
- Memecylon longipetalum H. Perrier
- Memecylon louvelianum H. Perrier
- Memecylon luchuenense C. Chen
- Memecylon lureri Naud.
- Memecylon lushingtonii Gamble
- Memecylon macneillianum M.Das Das, G.S.Giri, A.Pramanik & D.Maity
- Memecylon macrocarpum Thw.
- Memecylon macrodendron Gilg ex Engl.
- Memecylon macrophyllum Thw.
- Memecylon madgolense Gamble
- Memecylon magnifoliatum A. & R. Fernandes
- Memecylon malaccense (C. B. Cl.) Ridl.
- Memecylon mamfeanum (Jacq.-Fel.) R.D.Stone, Ghogue & Cheek
- Memecylon mananjebense H. Perrier
- Memecylon mandrarense H. Perrier
- Memecylon mangiferoides H. Jacques-Félix
- Memecylon manickamii C. Munigan, V. Sundaresan & G.J.Jothi
- Memecylon mayottense R.D.Stone
- Memecylon megacarpum Furtado
- Memecylon megaspermum H. Jacques-Félix
- Memecylon memoratum H. Jacques-Felix
- Memecylon merguicum (C. B. Cl.) King
- Memecylon minimifolium H. Perrier
- Memecylon minutiflorum Miq.
- Memecylon mocquerysii A. DC.
- Memecylon monchyanum Backer
- Memecylon mouririoides H. Jacques-Felix
- Memecylon multinode H. Jacques-Félix
- Memecylon mundanthuraianum M. Bieb.Viswan. & Manik.
- Memecylon myrianthum Gilg
- Memecylon myricoides Naud.
- Memecylon myrtiforme Naud.
- Memecylon myrtilloides Markgraf
- Memecylon natalense Markgraf
- Memecylon nigrescens Hook. & Arn.
- Memecylon nodosum (Engl.) Gilg ex Engl.
- Memecylon normandii Jacques-Felix
- Memecylon novoguineense E. G. Baker
- Memecylon obscurinerve Merr.
- Memecylon obtusifolium Merr.
- Memecylon occultum H. Jacques-Felix
- Memecylon ochroleucum Bakh. fil.
- Memecylon octocostatum Merr. & Chun
- Memecylon odoratum Elmer
- Memecylon oleifolium Bl.
- Memecylon oligophlebium Merr.
- Memecylon orbiculare Thw.
- Memecylon oubangianum H. Jacques-Felix
- Memecylon ovatifolium (Poir.) G.E. Wickens
- Memecylon ovatum Sm.
- Memecylon ovoideum Thw.
- Memecylon pachyphyllum Merr.
- Memecylon pallidum Merr.
- Memecylon paniculatum Jack
- Memecylon papuanum Merr. & Perry
- Memecylon paradoxum H. Jacques-Félix
- Memecylon parvifolium Thw.
- Memecylon pauciflorum Bl.
- Memecylon pedunculatum H. Jacques-Félix
- Memecylon pendulum Chih C.Wang, Y.H.Tseng, Y.T.Chen & Kun C.Chang
- Memecylon peracuminatum H. Perrier
- Memecylon perangustum H. Jacques-Félix
- Memecylon perditum R.D.Stone
- Memecylon pergamentaceum Cogn.
- Memecylon perplexum M.Hughes
- Memecylon perrieri Danguy
- Memecylon petiolatum Trimen ex Alston
- Memecylon phanerophlebium Merr.
- Memecylon phyllanthifolium Thw. ex Trim.
- Memecylon pileatum H. Jacques-Félix
- Memecylon planifolium H. Jacques-Félix
- Memecylon plebejum Kurz
- Memecylon polyanthemos Hook. fil.
- Memecylon polyanthum H.L. Li
- Memecylon ponmudianum Sivu, N.S.Pradeep & Pandur.
- Memecylon procerum Thw.
- Memecylon protrusum Bakh. fil.
- Memecylon pseudomegacarpum M.Hughes
- Memecylon pseudomyrtiforme H. Perrier
- Memecylon pterocarpum H. Perrier
- Memecylon pterocladum R.D.Stone
- Memecylon pteropus Merr.
- Memecylon pubescens (C. B. Cl.) King
- Memecylon pulvinatum H. Jacques-Félix
- Memecylon purpurascens H. Jacques-Félix
- Memecylon pusilliflorum Cogn.
- Memecylon ramosii Merr.
- Memecylon ramosum H. Jacques-Felix
- Memecylon randeriana S.M. Almeida & M.R. Almeida
- Memecylon revolutum Thw.
- Memecylon rheophyticum R.D.Stone, Ghogue & Cheek
- Memecylon rhinophyllum Thw.
- Memecylon rivulare K. Bremer
- Memecylon roseum H. Perrier
- Memecylon rostratum Thw.
- Memecylon rotundatum (Thw.) Cogn.
- Memecylon royenii Bl.
- Memecylon rubiflorum H. Jacques-Félix
- Memecylon ruptile K. Bremer
- Memecylon sabulosum H. Jacques-Félix
- Memecylon salicifolium H. Jacques-Félix
- Memecylon sambiranense H. Perrier
- Memecylon schraderbergense Mansfield
- Memecylon schumannianum Mansfield
- Memecylon scolopacinum Ridl.
- Memecylon scutellatum (Lour.) Hook. & Arn.
- Memecylon sejunctum R.D.Stone
- Memecylon semsei A. & R. Fernandes
- Memecylon sepicanum Mansf.
- Memecylon sessile Benth. ex Wight & Arn.
- Memecylon sessilifolium Merr.
- Memecylon simulans (Jacq.-Fel.) R.D.Stone & Ghogue
- Memecylon sisparense Gamble
- Memecylon sitanum H. Jacques-Felix
- Memecylon sivadasanii N.Mohanan, Ravi, Kiran Raj & Shaju
- Memecylon sorsogonense Elmer
- Memecylon stenophyllum Merr.
- Memecylon strumosum Naud.
- Memecylon subcaudatum Merr.
- Memecylon subcordifolium Bakh. fil.
- Memecylon subcuneatum H. Perrier
- Memecylon subfurfuraceum Merr.
- Memecylon subramanii A.N. Henry
- Memecylon subsessile H. Perrier
- Memecylon sumatrense Bakh. fil.
- Memecylon sylvaticum Thw.
- Memecylon symplociforme Merr.
- Memecylon talbotianum Brandis
- Memecylon tayabense Merr.
- Memecylon teitense Wickens
- Memecylon tenuipes Merr.
- Memecylon terminale Dalz.
- Memecylon terminaliiflorum Elmer
- Memecylon tetrapterum Cogn. ex S. Elliot
- Memecylon thouarsianum Naud.
- Memecylon thouvenotii Danguy
- Memecylon tirunelvelicum Murugan, Manickam & Sundaresan
- Memecylon toamasinense H. Jacques-Félix
- Memecylon torrei A. Fernandes & R. Fernandes
- Memecylon torricellense Lauterb.
- Memecylon tricolor Craib
- Memecylon trunciflorum R.D.Stone
- Memecylon tsaratananense (H. Perr.) H. Jacques-Félix
- Memecylon uapacoides H. Jacques-Félix
- Memecylon ulopterum DC.
- Memecylon umbellatum Burm. fil.
- Memecylon urceolatum Cogn.
- Memecylon utericarpum H. Jacques-Félix
- Memecylon vaccinioides H. Jacques-Félix
- Memecylon varians Thw.
- Memecylon venosum Merr.
- Memecylon verruculosum Brenan
- Memecylon virescens Hook. fil.
- Memecylon viride Hutchinson & Dalziel
- Memecylon vitiense A. Gray
- Memecylon wallichii Ridl.
- Memecylon wayanadense Ratheesh, Sivu & N.S.Pradeep
- Memecylon wightii Thw.
- Memecylon xiphophyllum R.D.Stone
- Memecylon zambesiense A.Fern. & R.Fern.
- Memecylon zenkeri Gilg

Selon GRIN (21 septembre 2017) :
- Memecylon edule Roxb.
- Memecylon floribundum Blume
- Memecylon nudum Blume
- Memecylon spathandra Blume
- Memecylon umbellatum Burm. f.

Selon NCBI (21 septembre 2017) :
- Memecylon afzelii
- Memecylon albescens
- Memecylon amshoffiae
- Memecylon angustifolium
- Memecylon arcuatomarginatum
- Memecylon bachmannii
- Memecylon bakerianum
- Memecylon bakossiense
- Memecylon batekeanum
- Memecylon boinense
- Memecylon buxifolium
- Memecylon buxoides
- Memecylon caeruleum
- Memecylon calophyllum
- Memecylon candidum
- Memecylon cantleyi
- Memecylon capuronii
- Memecylon chevalieri
- Memecylon clavistaminum
- Memecylon cogniauxii
- Memecylon confusum
- Memecylon corticosum
  - variété Memecylon corticosum var. kratense
- Memecylon corymbiforme
- Memecylon cyanocarpum
- Memecylon dasyanthum
- Memecylon deminutum
- Memecylon durum
- Memecylon edule
- Memecylon eduliforme
- Memecylon eleagni
- Memecylon englerianum
- Memecylon erythranthum
- Memecylon flavovirens
- Memecylon floribundum
- Memecylon fragrans
- Memecylon fuscescens
- Memecylon germainii
- Memecylon greenwayi
- Memecylon hyleastrum
- Memecylon impressivenum
- Memecylon infuscatum
- Memecylon interjectum
- Memecylon klaineanum
- Memecylon kupeanum
- Memecylon lateriflorum
- Memecylon laurentii
- Memecylon laxiflorum
- Memecylon ligustrifolium
- Memecylon lilacinum
- Memecylon longicuspe
- Memecylon longipetalum
- Memecylon louvelianum
- Memecylon macrodendron
- Memecylon magnifoliatum
- Memecylon malabaricum
- Memecylon mayottense
- Memecylon megacarpum
- Memecylon minutiflorum
- Memecylon mocquerysii
- Memecylon natalense
- Memecylon nigrescens
- Memecylon occultum
- Memecylon oubanguianum
- Memecylon ovatifolium
- Memecylon ovatum
- Memecylon paniculatum
- Memecylon parvifolium
- Memecylon pauciflorum
- Memecylon peracuminatum
- Memecylon perditum
- Memecylon plebejum
- Memecylon polyanthum
- Memecylon pterocladum
- Memecylon rivulare
- Memecylon roseum
- Memecylon rostratum
- Memecylon rotundatum
- Memecylon royenii
- Memecylon scutellatum
- Memecylon sejunctum
- Memecylon semseii
- Memecylon simulans
- Memecylon strumosum
- Memecylon subcordatum
- Memecylon talbotianum
- Memecylon teitense
- Memecylon thouarsianum
- Memecylon torrei
- Memecylon ulopterum
- Memecylon umbellatum
- Memecylon verruculosum
- Memecylon virescens
- Memecylon wightii
- Memecylon xiphophyllum
- Memecylon zenkeri

Selon The Plant List (21 septembre 2017) :
- Memecylon aberrans H. Perrier
- Memecylon aequidianum Jacq.-Fél.
- Memecylon afzelii G. Don
- Memecylon alatum Aug. DC.
- Memecylon amaniense (Gilg) A. Fern. & R. Fern.
- Memecylon ankarense H. Perrier
- Memecylon anoenum Jacq.-Fél.
- Memecylon auratifolium H. Perrier
- Memecylon aylmeri Hutch. & Dalziel
- Memecylon bachmannii Engl.
- Memecylon bakerianum Cogn.
- Memecylon batekeanum R.D. Stone & G.M. Walters
- Memecylon bernieri Cogn.
- Memecylon bezavonense (Jacq.-Fél.) R.D. Stone
- Memecylon boinense H. Perrier
- Memecylon breteleranum Jacq.-Fél.
- Memecylon buxifolium Blume
- Memecylon buxoides Wickens
- Memecylon caeruleum Jack
- Memecylon calophyllum Gilg
- Memecylon candidum Gilg
- Memecylon cardiophyllum Cogn.
- Memecylon celastrinum Kurz
- Memecylon centrale (Jacq.-Fél.) R.D. Stone
- Memecylon cogniauxii Gilg
- Memecylon collinum Jacq.-Fél.
- Memecylon corymbiforme H. Perrier
- Memecylon cotinifolioides (H. Perrier) Jacq.-Fél.
- Memecylon crassinerve Blume
- Memecylon dalleizettei H. Perrier
- Memecylon dasyanthum Gilg & Ledermann ex Engl.
- Memecylon delphinense H. Perrier
- Memecylon deminutum Brenan
- Memecylon diluviorum Exell
- Memecylon dolichophyllum Naudin
- Memecylon eduliforme Aug. DC.
- Memecylon eglandulosum H. Perrier
- Memecylon englerianum Cogn.
- Memecylon erythranthum Gilg
- Memecylon faucherei Danguy
- Memecylon flavovirens Baker
- Memecylon gabonense (Peirre ex A. Chev.) Gilg ex Engl.
- Memecylon galeatum H. Perrier
- Memecylon germainii A. Fern. & R. Fern.
- Memecylon hainanense Merr. & Chun
- Memecylon humbertii H. Perrier
- Memecylon klaineanum Jacq.-Fél.
- Memecylon lanceolatum Blanco
- Memecylon lateriflorum (G. Don) Bremek.
- Memecylon laurentii De Wild.
- Memecylon liberiae Gilg ex Engl.
- Memecylon ligustrifolium Champ. ex Benth.
- Memecylon longicuspe Baker
- Memecylon longipetalum H. Perrier
- Memecylon louvelianum H. Perrier
- Memecylon luchuenense C. Chen
- Memecylon macrodendron Gilg ex Engl.
- Memecylon magnifoliatum A. Fern. & R. Fern.
- Memecylon mananjebense H. Perrier
- Memecylon mandrarense H. Perrier
- Memecylon matitanense H. Perrier
- Memecylon memoratum Jacq.-Fél.
- Memecylon minimifolium H. Perrier
- Memecylon mocquerysii Aug. DC.
- Memecylon mouriroides Jacq.-Fél.
- Memecylon myrianthum Gilg
- Memecylon myricoides Naudin
- Memecylon myrtiforme Naudin
- Memecylon myrtilloides Markgr.
- Memecylon natalense Markg.
- Memecylon nigrescens Hook. & Arn.
- Memecylon nodosum (Engl.) Gilg ex Engl.
- Memecylon normandii Jacq.-Fél.
- Memecylon occultum Jacq.-Fél.
- Memecylon octocostatum Merr. & Chun
- Memecylon oubanguianum Jacq.-Fél.
- Memecylon ovatifolium (Poir.) Wickens
- Memecylon pauciflorum Blume
- Memecylon peracuminatum H. Perrier
- Memecylon perrieri Danguy
- Memecylon polyanthemos Hook. f.
- Memecylon polyanthum H.L. Li
- Memecylon polyneuron Gilg
- Memecylon pseudomyrtiforme H. Perrier
- Memecylon pterocarpum H. Perrier
- Memecylon ramosum Jacq.-Fél.
- Memecylon roseum H. Perrier
- Memecylon salicifolium Jacq.-Fél.
- Memecylon sambiranense H. Perrier
- Memecylon scutellatum (Lour.) Hook. & Arn.
- Memecylon sitanum Jacq.-Fél.
- Memecylon sousae A. Fern. & R. Fern.
- Memecylon sphaerocarpum DC.
- Memecylon strumosum Naudin
- Memecylon subsessile H. Perrier
- Memecylon teitense Wickens
- Memecylon tetrapterum Cogn.
- Memecylon thouarsianum Naudin
- Memecylon thouvenotii Danguy
- Memecylon tsaratananense (H. Perrier) Jacq.-Fél.
- Memecylon ulopterum DC.
- Memecylon urschii H. Perrier
- Memecylon verruculosum Brenan
- Memecylon virescens Hook. f.
- Memecylon viride Hutch. & Dalziel
- Memecylon zenkeri Gilg

Selon Tropicos (21 septembre 2017) (Attention liste brute contenant possiblement des synonymes) :
- Memecylon aberrans H. Perrier
- Memecylon acrogenum R.D. Stone
- Memecylon acutifolium De Wild.
- Memecylon adamii Jacq.-Fél.
- Memecylon aequidianum Jacq.-Fél.
- Memecylon affine Merr.
- Memecylon afzelii G. Don
- Memecylon agastyamalaianum E.S.S. Kumar
- Memecylon aggregatum A. Fern. & R. Fern.
- Memecylon agusanense Elmer
- Memecylon alatum Aug. DC.
- Memecylon albescens Jacq.-Fél.
- Memecylon alipes R.D. Stone
- Memecylon amabile Bedd.
- Memecylon amaniense (Gilg) A. Fern. & R. Fern.
- Memecylon ambiguum Blume
- Memecylon ambrense Jacq.-Fél.
- Memecylon amoenum Jacq.-Fél.
- Memecylon amplexicaule Roxb.
- Memecylon amplifolium R.D. Stone
- Memecylon amshoffae Jacq.-Fél.
- Memecylon andamanicum King
- Memecylon angolense Exell
- Memecylon angulatum Rchb. ex DC.
- Memecylon angustifolium Wight
- Memecylon ankarense H. Perrier
- Memecylon anoenum Jacq.-Fél.
- Memecylon anomalum H. Perrier
- Memecylon antseranense Jacq.-Fél.
- Memecylon apoense Elmer
- Memecylon applanatum Baker f.
- Memecylon arcuatomarginatum Gilg ex Engl.
- Memecylon auratifolium H. Perrier
- Memecylon aylmeri Hutch. & Dalziel
- Memecylon bachmannii Engl.
- Memecylon bakerianum Cogn.
- Memecylon bakossiense R.D. Stone, Ghogue & Cheek
- Memecylon balakrishnanii P. Lakshminarasimhan & S.P. Mathew
- Memecylon barteri Hook. f.
- Memecylon batekeanum R.D. Stone & G.M. Walters
- Memecylon bebaiense Gilg ex Engl.
- Memecylon bequaertii De Wild.
- Memecylon bernieri Cogn.
- Memecylon bezavonense (Jacq.-Fél.) R.D. Stone
- Memecylon bipindense Gilg ex R. Fern.
- Memecylon blakeoides G. Don
- Memecylon boinense H. Perrier
- Memecylon boonei De Wild.
- Memecylon bracteatum Jacq.-Fél.
- Memecylon brahense Jacq.-Fél.
- Memecylon bremeri M.B.Viswan.
- Memecylon brenanii A. Fern. & R. Fern.
- Memecylon breteleranum Jacq.-Fél.
- Memecylon buchananii Gilg
- Memecylon buxifolium Blume
- Memecylon buxoides Wickens
- Memecylon caeruleum Jack
- Memecylon calophyllum Gilg
- Memecylon campongum C.B. Clarke
- Memecylon candidum Gilg
- Memecylon capense Eckl. & Zeyh.
- Memecylon capitellatum L.
- Memecylon capuronii Jacq.-Fél.
- Memecylon cardiophyllum Cogn.
- Memecylon cauliflorum H. Perrier
- Memecylon celastrinum Kurz
- Memecylon centrale (Jacq.-Fél.) R.D. Stone
- Memecylon cerasiforme Kurz
- Memecylon cinnamomoides G. Don
- Memecylon claessensii De Wild.
- Memecylon clavistaminum Jacq.-Fél.
- Memecylon coacerviflorum H.L. Li
- Memecylon coeruleo-violaceum Gilg ex Engl.
- Memecylon cogniauxii Gilg
- Memecylon collinum Jacq.-Fél.
- Memecylon confertiflorum Merr.
- Memecylon confusum Blume
- Memecylon congolensis A. Fern. & R. Fern.
- Memecylon cordatum Lam.
- Memecylon corymbiforme H. Perrier
- Memecylon cotinifolioides (H. Perrier) Jacq.-Fél.
- Memecylon coursianum Jacq.-Fél.
- Memecylon courtallense Manickam
- Memecylon crassinerve Blume
- Memecylon crassipetiolum Jacq.-Fél.
- Memecylon cumingianum C. Presl
- Memecylon cumingii Naudin
- Memecylon cyaneum De Wild.
- Memecylon cyanocarpum C.Y. Wu ex C. Chen
- Memecylon dalleizettei H. Perrier
- Memecylon danguyanum H. Perrier
- Memecylon dasyanthum Gilg & Ledermann ex Engl.
- Memecylon deccanense C.B. Clarke
- Memecylon delphinense H. Perrier
- Memecylon deminutum Brenan
- Memecylon densiflorum Merr.
- Memecylon depressum Benth.
- Memecylon dichotomum C. B. Clarke ex King
- Memecylon diluviorum Exell
- Memecylon dinklagei Gilg ex Engl.
- Memecylon dolichophyllum Naudin
- Memecylon donianum Planch.
- Memecylon dubium Jacq.-Fél.
- Memecylon dumosum Naudin
- Memecylon edule Roxb.
- Memecylon eduliforme Aug. DC.
- Memecylon eglandulosum H. Perrier
- Memecylon elegans Kurz
- Memecylon elegantulum Thwaites
- Memecylon elmeri Merr.
- Memecylon emancipatum R.D. Stone
- Memecylon englerianum Cogn.
- Memecylon erubescens Gilg
- Memecylon erythranthum Gilg
- Memecylon esoloensis Jac. Fel.
- Memecylon eurhynchum Miq.
- Memecylon excelsum Blume
- Memecylon fasciculare Naudin
- Memecylon faucherei Danguy
- Memecylon fernandesiorum Jacq.-Fél.
- Memecylon fianarantse Jacq.-Fél.
- Memecylon flavescens generic GAMBEL
- Memecylon flavifolium Jac. Fel.
- Memecylon flavovirens Baker
- Memecylon fleuryi Jacq.-Fél.
- Memecylon floribundum Blume
- Memecylon fosteri Hutch. & Dalziel
- Memecylon fragrans A. Fern. & R. Fern.
- Memecylon fugax R.D. Stone
- Memecylon gabonense (Peirre ex A. Chev.) Gilg ex Engl.
- Memecylon galeatum H. Perrier
- Memecylon garcinioides Blume
- Memecylon germainii A. Fern. & R. Fern.
- Memecylon gigantifolium Elmer
- Memecylon gilgianum Exell
- Memecylon gilletii De Wild.
- Memecylon gitingense Elmer
- Memecylon golaense Baker f.
- Memecylon gopalanii Murugan & Manickam
- Memecylon gracile Bedd.
- Memecylon gracilipedicellatum Jacq.-Fél.
- Memecylon grande Blume
- Memecylon grandifolium Naudin
- Memecylon greenwayi Brenan
- Memecylon griseoviolaceum Gilg & Ledermann ex Engl.
- Memecylon guineense Keay
- Memecylon hainanense Merr. & Chun
- Memecylon helferi Cogn.
- Memecylon heterophyllum Exell
- Memecylon heyneanum Benth.
- Memecylon hookeri Thwaites
- Memecylon horsfieldii Miq.
- Memecylon humbertii H. Perrier
- Memecylon hyleastrum (Jacq.-Fél.) R.D. Stone & Ghogue
- Memecylon hylophylum Gilg
- Memecylon impressivenum R.D. Stone
- Memecylon inalatum Jacq.-Fél.
- Memecylon infuscatum Jacq.-Fél.
- Memecylon interjectum R.D. Stone
- Memecylon intermedium Blume
- Memecylon isaloense Jacq.-Fél.
- Memecylon ivohibense Jacq.-Fél.
- Memecylon jadhavii K.N.Reddy
- Memecylon jambosoides Wight
- Memecylon jasminoides Gilg
- Memecylon johnstonii Gilg ex Engl.
- Memecylon klaineanum Jacq.-Fél.
- Memecylon kollimalayanum M.B.Viswan.
- Memecylon kurzii King
- Memecylon lampongum Miq.
- Memecylon lanceolatum Blanco
- Memecylon lateriflorum (G. Don) Bremek.
- Memecylon laurentii De Wild.
- Memecylon laureolum Jacq.-Fél.
- Memecylon laurifolium Naudin
- Memecylon lawsonii generic GAMBEL
- Memecylon leucanthum Thwaites
- Memecylon leucocarpum Gilg
- Memecylon liberiae Gilg ex Engl.
- Memecylon ligustrifolium Champ. ex Benth.
- Memecylon ligustrinum Naudin
- Memecylon lilacinum Zoll. & Moritzi
- Memecylon longicauda Gilg
- Memecylon longicuspe Baker
- Memecylon longifolium Ridl.
- Memecylon longipetalum H. Perrier
- Memecylon lopezianum A. Chev.
- Memecylon louvelianum H. Perrier
- Memecylon luchuenense C. Chen
- Memecylon lucidum C. Presl
- Memecylon lushingtonii generic GAMBEL
- Memecylon luteolum Miq.
- Memecylon lutescens Naudin
- Memecylon machairacme Baker f.
- Memecylon macrodendron Gilg ex Engl.
- Memecylon madgolense generic GAMBEL
- Memecylon magnifoliatum A. Fern. & R. Fern.
- Memecylon majungense H. Perrier
- Memecylon malabaricum Cogn.
- Memecylon mananjebense H. Perrier
- Memecylon mandrarense H. Perrier
- Memecylon mangiferoides Jacq.-Fél.
- Memecylon manickamii Sundaresan & Jothi
- Memecylon mannii Hook. f.
- Memecylon matitanense H. Perrier
- Memecylon maxwellii Wijedasa
- Memecylon mayottense R.D. Stone
- Memecylon mayumbense Exell
- Memecylon meeusei H. Perrier
- Memecylon megacarpum Furtado
- Memecylon megaspermum Jacq.-Fél.
- Memecylon meiklei Keay
- Memecylon melastomoides Naudin
- Memecylon melindense A. Fern. & R. Fern.
- Memecylon membranifolium Hook. f.
- Memecylon memecyloides (Benth.) Exell
- Memecylon memoratum Jacq.-Fél.
- Memecylon micranthum Blume
- Memecylon microphyllum Gilg
- Memecylon microstomum C.B. Clarke
- Memecylon millenii Gilg
- Memecylon minimifolium H. Perrier
- Memecylon mocquerysii Aug. DC.
- Memecylon molestum Cogn.
- Memecylon mouririifolium Brenan
- Memecylon mouriroides Jacq.-Fél.
- Memecylon multinode Jacq.-Fél.
- Memecylon mundanthuraianum M.B.Viswan. & Manik.
- Memecylon myrianthum Gilg
- Memecylon myricoides Naudin
- Memecylon myrtiforme Naudin
- Memecylon myrtilloides Markgr.
- Memecylon natalense Markg.
- Memecylon nigrescens Hook. & Arn.
- Memecylon nitidulum Cogn.
- Memecylon nodosum (Engl.) Gilg ex Engl.
- Memecylon normandii Jacq.-Fél.
- Memecylon obanense Baker f.
- Memecylon oblongifolium Cogn.
- Memecylon obovatum Néraud.
- Memecylon occultum Jacq.-Fél.
- Memecylon octocostatum Merr. & Chun
- Memecylon odoratum Elmer
- Memecylon ogovense A. Chev.
- Memecylon oleaefolium Baker
- Memecylon oleifolium Blume
- Memecylon oligoneurum Blume
- Memecylon oreophilum Gilg & Lederman
- Memecylon oubanguianum Jacq.-Fél.
- Memecylon ovatifolium (Poir.) Wickens
- Memecylon ovatum Sm.
- Memecylon palawanensis Elmer
- Memecylon paniculatum Jack
- Memecylon papuanum Merr. & L.M. Perry
- Memecylon paradoxum Jacq.-Fél.
- Memecylon pauciflorum Blume
- Memecylon peculiare H. Perrier
- Memecylon pedunculatum Jacq.-Fél.
- Memecylon pendulum C.C. Wang, Y.H. Tseng, Y.T. Chen & K.C. Chang
- Memecylon peracuminatum H. Perrier
- Memecylon perangustum Jacq.-Fél.
- Memecylon perditum R.D. Stone
- Memecylon perrieri Danguy
- Memecylon petiolatum Trimen ex Alston
- Memecylon pileatum Jacq.-Fél.
- Memecylon planifolium Jacq.-Fél.
- Memecylon polyanthemos Hook. f.
- Memecylon polyanthum H.L. Li
- Memecylon polyneuron Gilg
- Memecylon preslianum Triana
- Memecylon procteri A. Fern. & R. Fern.
- Memecylon prunifolium Naudin
- Memecylon pseudoangulatum H. Perrier
- Memecylon pseudomyrtiforme H. Perrier
- Memecylon pterocarpum H. Perrier
- Memecylon pterocladum R.D. Stone
- Memecylon pulcherrima Gilg
- Memecylon pulvinatum Jacq.-Fél.
- Memecylon purpurascens Jacq.-Fél.
- Memecylon purpureo-coeruleum Gilg
- Memecylon pynaertii De Wild.
- Memecylon ramiflorum Desr.
- Memecylon ramosum Jacq.-Fél.
- Memecylon randerianum S.M. Almeida & M.R. Almeida
- Memecylon reygaertii De Wild.
- Memecylon rhamnoideum Naudin
- Memecylon rheophyticum R.D. Stone, Ghogue & Cheek
- Memecylon rivulare K. Bremer
- Memecylon roboreum Naudin
- Memecylon roseum H. Perrier
- Memecylon rostratum Thwaites
- Memecylon royenii Blume
- Memecylon rubiflorum Jacq.-Fél.
- Memecylon rubro-caeruleum Thwaites
- Memecylon sabulosum Jacq.-Fél.
- Memecylon salicifolium Jacq.-Fél.
- Memecylon sambiranense H. Perrier
- Memecylon sansibaricum Taub.
- Memecylon sapinii De Wild.
- Memecylon schliebenii Markgr.
- Memecylon scutellatum (Lour.) Hook. & Arn.
- Memecylon sejunctum R.D. Stone
- Memecylon semseii A. Fern. & R. Fern.
- Memecylon sessilicarpum A. Fern. & R. Fern.
- Memecylon simii Stapf
- Memecylon simulans (Jacq.-Fél.) R.D. Stone & Ghogue
- Memecylon sisparense generic GAMBEL
- Memecylon sitanum Jacq.-Fél.
- Memecylon sivadasanii Mohanan
- Memecylon sorsogonense Elmer
- Memecylon sousae A. Fern. & R. Fern.
- Memecylon spathandra Blume
- Memecylon sphaerocarpum DC.
- Memecylon stolzii Gilg ex Engl.
- Memecylon strumosum Naudin
- Memecylon strychnoides Baker f.
- Memecylon subcordatum Cogn.
- Memecylon subcuneatum H. Perrier
- Memecylon subramanii A.N. Henry
- Memecylon subsessile H. Perrier
- Memecylon superbum A. Fern. & R. Fern.
- Memecylon sylvaticum Thwaites
- Memecylon talbotianum Brandis
- Memecylon tamifolium Gilg ex De Wildeman &
- Memecylon teitense Wickens
- Memecylon tenuifolium Ridl.
- Memecylon terminale Dalzell
- Memecylon terminaliflora Elmer
- Memecylon tessmanii Gilg ex Engl.
- Memecylon tetrapterum Cogn.
- Memecylon thouarsianum Naudin
- Memecylon thouvenotii Danguy
- Memecylon tinctorium Sieber ex Blume
- Memecylon tirunelvelicum Murugan, Manickam & Sundaresan
- Memecylon toamasinense Jacq.-Fél.
- Memecylon trinervis DC.
- Memecylon tsaratananense (H. Perrier) Jacq.-Fél.
- Memecylon uapacoides Jacq.-Fél.
- Memecylon ulopterum DC.
- Memecylon umbellatum Burm. f.
- Memecylon uniflorum Exell
- Memecylon urdanetense Elmer
- Memecylon urschii H. Perrier
- Memecylon utericarpum Jacq.-Fél.
- Memecylon vaccinioides Jacq.-Fél.
- Memecylon varians
- Memecylon verruculosum Brenan
- Memecylon viguierianum H. Perrier
- Memecylon virescens Hook. f.
- Memecylon viride Hutch. & Dalziel
- Memecylon viridifolium Exell
- Memecylon walikalense A. Fern. & R. Fern.
- Memecylon wallichii Ridl.
- Memecylon wightianum Triana
- Memecylon wightii Thwaites
- Memecylon wilwerthii De Wild.
- Memecylon xiphophyllum R.D. Stone
- Memecylon yangambense A. Fern. & R. Fern.
- Memecylon zenkeri Gilg